# Municipio de Norwich (condado de Newaygo)
El municipio de Norwich (en inglés: Norwich Township) es un municipio ubicado en el condado de Newaygo en el estado estadounidense de Míchigan. En el año 2010 tenía una población de 607 habitantes y una densidad poblacional de 6,61 personas por km².

## Geografía
El municipio de Norwich se encuentra ubicado en las coordenadas 43°40′51″N 85°38′00″O / 43.68083, -85.63333. Según la Oficina del Censo de los Estados Unidos, el municipio tiene una superficie total de 91.87 km², de la cual 89,44 km² corresponden a tierra firme y (2,65 %) 2,43 km² es agua.

## Demografía
Según el censo de 2010, había 607 personas residiendo en el municipio de Norwich. La densidad de población era de 6,61 hab./km². De los 607 habitantes, el municipio de Norwich estaba compuesto por el 94,73 % blancos, el 1,32 % eran afroamericanos, el 0,66 % eran amerindios, el 0,33 % eran asiáticos, el 0,33 % eran de otras razas y el 2,64 % eran de una mezcla de razas. Del total de la población el 1,32 % eran hispanos o latinos de cualquier raza.